# Feketeképű fecskeseregély
A feketeképű fecskeseregély (Artamus cinereus) a madarak (Aves) osztályának a verébalakúak (Passeriformes) rendjéhez, ezen belül a fecskeseregély-félék (Artamidae) családjához tartozó faj.

## Előfordulása
Indonézia Kelet-Timor és Ausztrália területén honos. Fákkal tarkított, nyílt térségek lakója.

## Alfajai
- Artamus cinereus albiventris
- Artamus cinereus cinereus
- Artamus cinereus deabaltus
- Artamus cinereus hypoleucos
- Artamus cinereus inkermani
- Artamus cinereus melanops
- Artamus cinereus normani
- Artamus cinereus perspicillatus

## Megjelenése
Testhossza 17-18 centiméter.
|  |

## Életmódja
Hosszú, hegyes szárnyaival jó légivadász, tápláléka repülő rovarokból áll.

## Szaporodása
Bokrokra, vagy ágüregbe rakja csésze alakú fészkét.

## Külső hivatkozások
- Képek az interneten a fajról
- Internet Bird Collection - videók a fajról